# 印度尼西亞氣象、氣候及地球物理局
印度尼西亚气象、气候及地球物理局（英語：Indonesian Agency for Meteorology, Climatology and Geophysics，简称）是印度尼西亚的气象学、气候学和地球物理学机构，于1841年成立，1866年被荷属东印度政府收纳为政府部门，改名为簡稱。此后该机构曾数度更名，2008年改为现名。
印度尼西亚气象、气候及地球物理局也是世界氣象組織南太平洋地區的區域專責氣象中心之一。專責熱帶氣旋的監測。

## 標誌

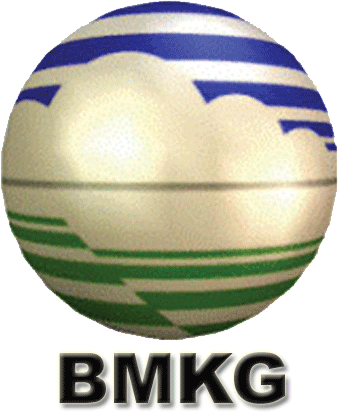
BMKG的标志（–2010年）
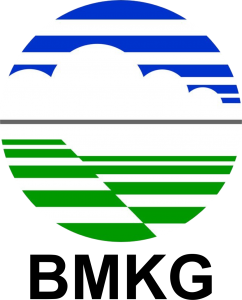
BMKG的当前标志（2010年–)